# Foster-Miller
Foster-Miller, Inc., una consociata interamente controllata di Qinetiq, è un produttore di robotica militare con sede in America. I suoi due prodotti più noti sono i suoi robot TALON e la sua LAST Armor.
Fondata e con sede a Waltham, Massachusetts, ha uffici ad Albany, New York, Washington, DC e vicino a Boston. Nel 2004 Foster-Miller è diventata una consociata indipendente interamente controllata di Qinetiq nel 2004. È soggetta ad uno speciale accordo di sicurezza, che gli consente di lavorare in modo indipendente in progetti sensibili per la difesa degli Stati Uniti.
Foster-Miller ha circa 300 membri del personale specializzati in ingegneria aeronautica, amministrazione, ingegneria chimica, chimica, fisica, ingegneria civile, ingegneria elettrica, matematica, statistica, ingegneria meccanica, metallurgia, polimeri, polimerizzazione, ingegneria elettromeccanica.
Foster-Miller lavora nei settori della robotica, dei materiali avanzati, dei sensori, dei macchinari personalizzati, della progettazione di dispositivi medici, dei biofarmaci, del C4ISR e dei trasporti. Ha ottenuto lo standard di gestione della qualità aerospaziale AS9100 (6 gennaio 2006) e la certificazione software SW-CMM Level 3 (9 febbraio 2006) e ISO 13485 per la progettazione e lo sviluppo di dispositivi medici.
L'8 settembre 2004 Foster-Miller venne acquisita da Qinetiq North America per 163 milioni di dollari USA. QinetiQ è una propaggine della DERA del Regno Unito, la più grande azienda scientifica e tecnologica d'Europa con un fatturato di oltre 2,2 miliardi di dollari nell'anno finanziario 2008. L'acquisizione è stata finalizzata il 9 novembre 2004, con Foster-Miller che è rimasta una consociata indipendente interamente controllata.
Nell'agosto del 2005, Qinetiq acquisì Planning Systems Inc., azienda con 350 dipendenti specializzati in area diversificata di tecnologia avanzata.
Il 23 aprile 2007 Foster-Miller annunciò l'acquisizione di due società di robotica con sede a Pittsburgh, Applied Perception Inc. e Automatika Inc. per un massimo di 9,2 milioni di dollari ciascuna. Automatika fornisce progettazione, prototipazione di sistemi e produzione di prodotti per sistemi robotici. Applied Perception crea software di percezione, pianificazione e controllo standardizzati per veicoli terrestri senza equipaggio.
La Foster-Miller Associates è stata fondata dagli studenti laureati del MIT Eugene Foster e Al Miller, ma quando Miller lasciò il MIT e la Foster-Miller Associates, venne sostituito da Charles Kojabashian e Edward Nahikian. Il trio continuò a mantenere il nome Foster-Miller Associates e nel 1956 Foster-Miller Associates aprì formalmente a Waltham, Massachusetts.
È difficile trovare informazioni relative ai primi anni di Foster-Miller, mentre sono disponibili maggiori informazioni della storia più recente. Alcuni dei primi sviluppi sono stati gli erogatori a getto d'acqua nei distributori automatici e le macchine per lo stampaggio di Velcro / Raychem (tubi termoretraibili) .Negli anni '90 e un sistema di monitoraggio della linea elettrica aerea / sotterranea e robot per la manutenzione di tubazioni sotterranee e generatori di vapore nucleare ("talpa guidata").